# Минеральные воды (курорты)

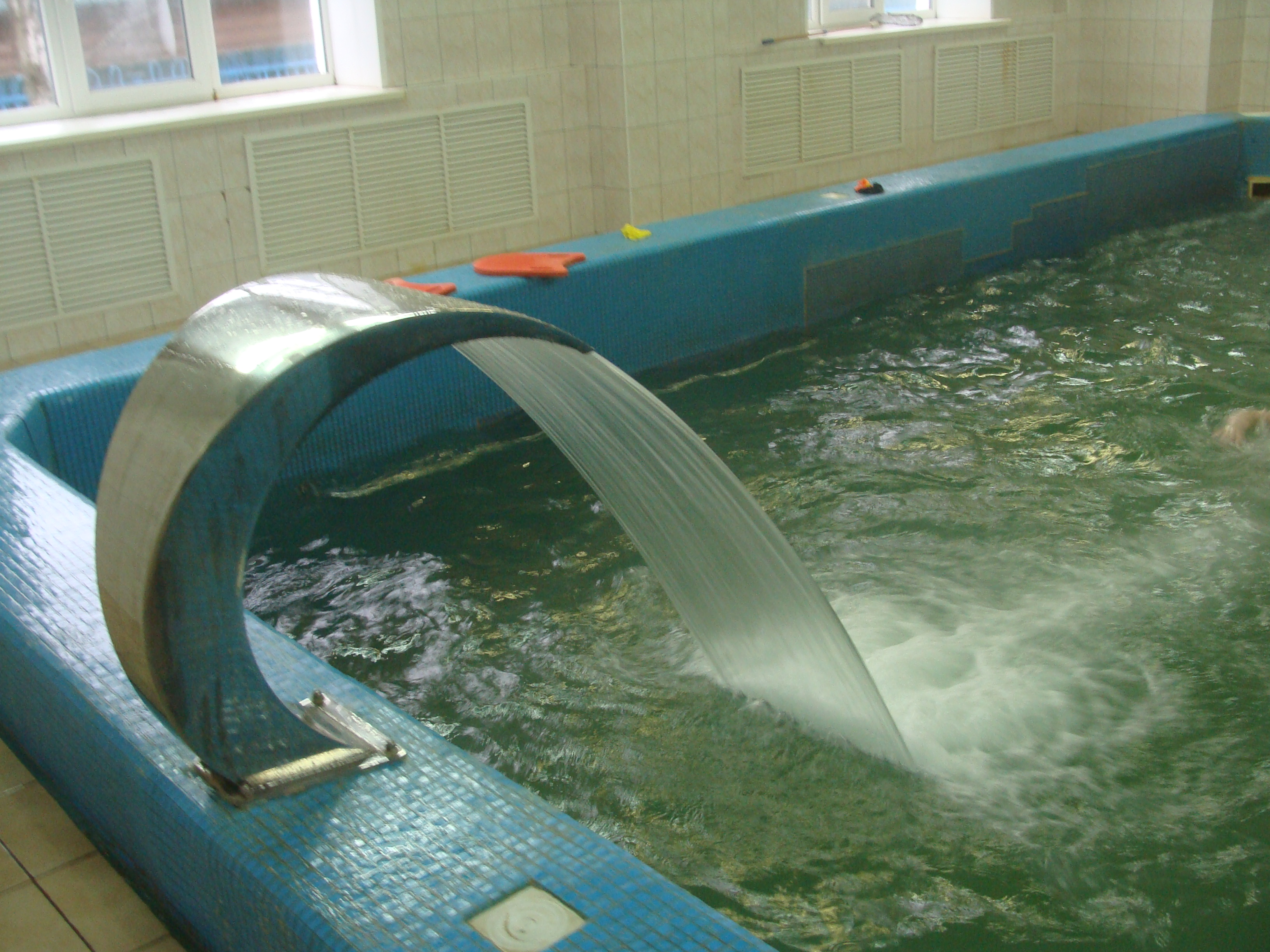
Бассейн с минеральной водой, Коряжма

Лечебные минеральные воды — природные минеральные воды, которые содержат в повышенных концентрациях те или другие минеральные (реже органические) компоненты и газы и (или) обладают какими-нибудь физическими свойствами (радиоактивность, реакция среды и др.), благодаря чему эти воды оказывают на организм человека лечебное действие в той или иной степени, которое отличается от действия «пресной» воды.
Долгое время бальнеологи не могли прийти к единому мнению о химическом составе многих вод, поскольку анионы и катионы минеральных вод образуют очень нестойкие соединения. Как говорил Эрнст Резерфорд, «ионы — это веселые малыши, вы можете наблюдать их едва ли не воочию». Ещё в 1860-х годах химик Тан указал на неправильность солевого изображения минеральных вод, из-за чего Железноводск долго считали курортом с «неустановившейся репутацией». Вначале минеральные воды Железноводска причисляли к щелочно-железистым, затем стали комбинировать карбонаты со щелочами, а сульфаты — со щелочными землями, называя эти воды "щелочно-железистыми (содержащие натрий углекислый и железо) с преобладанием гипса (сульфата кальция) и соды (гидрокарбоната натрия). Впоследствии состав вод стали определять по основным ионам. Уникальные Железноводские источники по составу принадлежат к углекислым гидрокарбонатно-сульфатным кальциево-натриевым высокотермальным водам

## История

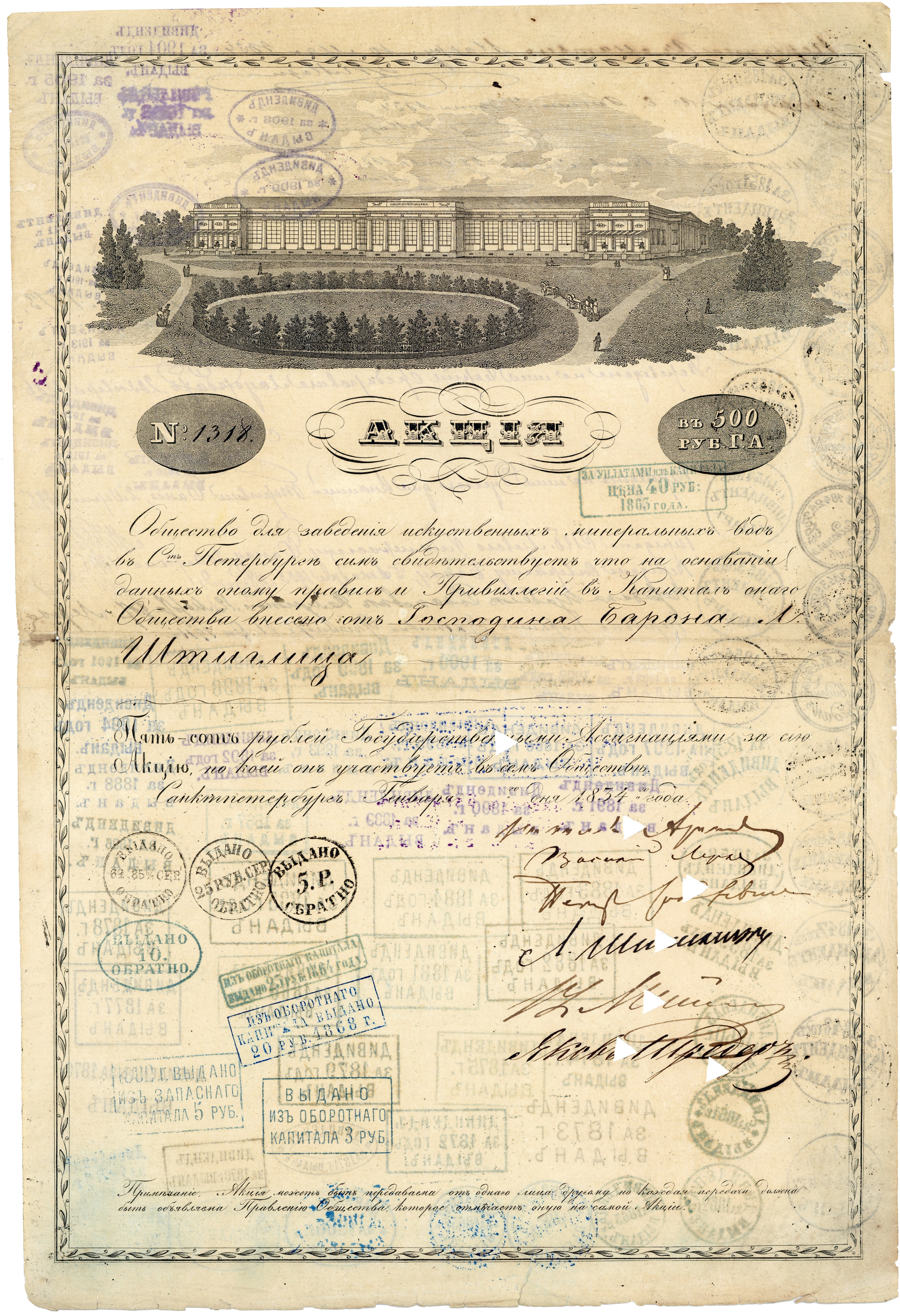
Акция Общества для заведения искусственных минеральных вод в Санкт-Петербурге на 500 рублей ассигнациями, выданная в январе 1834 года барону Людвигу Штиглицу, придворному банкиру

Законодательная охрана минеральных источников против порчи и истощения впервые возникла во Франции, где Генрих IV учредил над ними особую инспекцию; затем появился ряд королевских ордонансов, устанавивших строгий надзор.
В 1856 году во Франции был издан закон (принятый затем и законодательствами других стран), по которому правительству разрешается объявлять некоторые особо важные источники предметом общественного интереса и признать их подлежащими охране. Положение об охране запрещает без разрешения производить какие-либо подземные работы; владелец источника вправе, с разрешения министра, производить в пределах округа охраны, на чужой земле, за исключением жилых помещений и дворов, всякого рода работы, необходимые для сохранения, проведения и распределения источника.
Законодательные определения о лечебных местах России появились в начале XVIII века.
Испытав на себе целебное действие вод Спа, Пётр I решил приступить к отыскиванию и исследованию русских «ключевых вод».
Указом от 24 июля 1717 года повелено Сенату оказывать содействие доктору Шуберту в его поисках минеральных источников. Через 3 года было объявлено о «целительных водах, отысканных на Олонце», а также о «липецких целительных водах», и изданы подробные наставления для руководства больным, отправляющимся на воды.

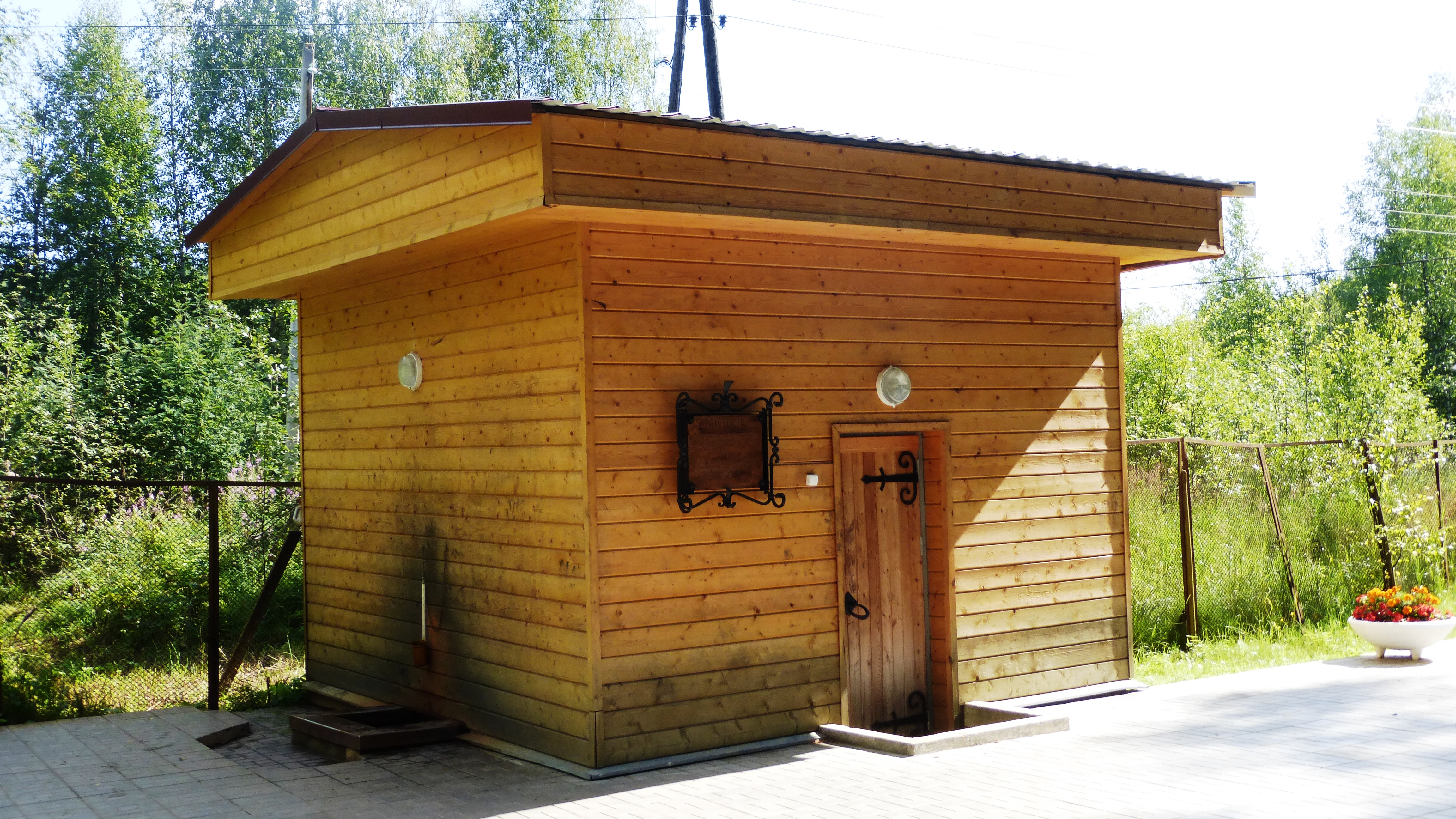
Павильон над источником минеральной воды в посёлке Марциальные Воды Кондопожского района Республики Карелия (наши дни)

Марциальные Воды, бальнеологический курорт в Карелии открыт 20 марта 1719 года указом Петра I.
Пётр I грозил не допускать к употреблению вод больных, позволяющих себе нарушать «регулы», которые государь издал, «милосердствуя к своим подданным, яко отец». Приезжать на воды больные могли лишь по совету местного доктора. В олонецком курорте медицинскую помощь оказывал специально назначенный придворный врач. К этому же времени относится открытие других источников, впоследствии приобретших громкую известность, — липецких, кавказских и сергиевских.
До 1860-х годов лучшие русские курорты находились в непосредственном ведении казны; с этого времени правительство, сокращая повсюду свои промышленные предприятия, стремилось передать их в аренду или совершенно уступало их частным лицам и компаниям.
Так, в 1862 году кавказские воды перешли в частное содержание, причём дирекция вод была упразднена, а взамен её было учреждено в округе источников особое военное управление.
В 1866 году продано в частное владение казённое имение Друскининкай. С 1880-х годов происходит обратное явление: правительство снова брало курорты в своё непосредственное ведение.
В 1883 году была прекращена аренда кавказских вод и во главе их становится правительственный чиновник. Тогда же были изданы важнейшие законы, поставившие над русскими водами такую же охрану, которая была введена французским законом 1856 года.
По действующему законодательству, заведование минеральными водами в медико-полицейском и хозяйственном отношении принадлежит медицинскому департаменту министерства внутренних дел, а охрана минеральных источников, которые признаны общеполезными, возложена на Министерство земледелия и государственных имуществ, по горному департаменту.
«Общественное» значение Высочайшее признается по представлению министра земледелия за теми источниками, которые:

1) по заключению медицинского совета министерства внутренних дел имеют важное значение по составу и целебным свойствам, а также по устроенным при них приспособлениям для пользования больных, и
2) по заключению горного совета министерства государственных имуществ имеют постоянно-обеспеченный приток воды.

Для ограждения источников от порчи или истощения на прилегающей к источникам местности установляется необходимый округ охраны в границах, определенных министром земледелия. Без предварительного разрешения местного горного начальства не дозволяется в пределах округа охраны производить буровые и подземные работы, а также работы по увеличению притока воды в источниках, собиранию и распределению её.
Виновные в нарушении этого постановления подвергаются аресту на время не свыше 3 месяцев или денежному взысканию не свыше 300 руб.
Если источник, признанный общеполезным, утратит свою важность для врачебных целей, то министр земледелия ходатайствует об отмене Высочайшего указа, объявившего такой источник общеполезным.

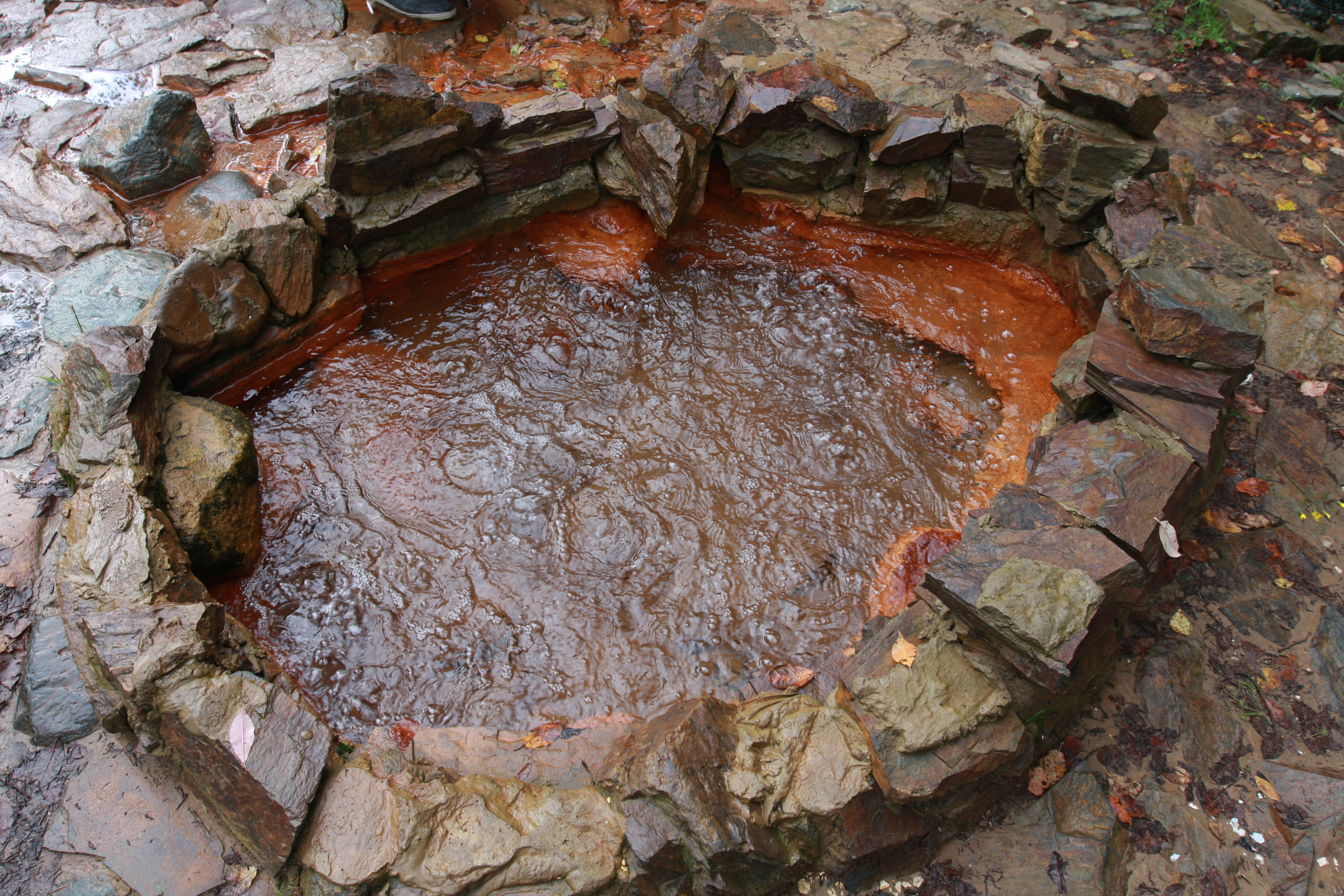
Колодец с нарзанным источником в урочище «Долина Нарзанов» к Кисловодска

Общеполезными источниками признаны кавказские минводы:
- пятигорские, железноводские, ессентукские, кисловодские (все 4 группы в Терской области),
- подкумские или кумагорские (в Ставропольской губернии),
- псекупские (Кубанская область),
- абас-туманские и боржомские (Тифлисская губерния);
- бусские (Келецкая губерния),
- друскеникские (Литва, ранее Гродненская губерния),
- сергиевские (Самарская губерния),
- баладонские (Курляндская губерния),
- кеммернские (Лифляндская губерния),
- липецкие (Тамбовская губерния),
- цехоцинские (Варшавская губерния),
- старорусские (Новгородская губерния),
- хиловские (Псковская губерния),
- столыпинские (Самарская губерния),
- славянские (Харьковская губерния),
- кашинские (Тверская губерния) и
- малкинские (Камчатка),
- грязи сакские и чокракские (Таврическая губерния).

Из этих минеральных источников к 1893 году под охраной находились кавказские воды, а также воды: бусские, друскеникские, сергиевские, баладонские и липецкие.
В хозяйственном отношении некоторые минеральные воды эксплуатируются казной (кавказские, бусские, липецкие, старорусские, кеммернские и др.); другие — частными лицами и компаниями на правах собственности (друскеникские) или по договору аренды (сибирские минеральные воды); некоторые курорты состоят в ведении общественных учреждений (славянские минеральные воды управляются городом; сарептский целительный колодец принадлежит колонистам).
Казённые минеральные источники находятся в ведомстве министерства внутренних дел, исключая кавказские воды в Терской области, временно переданные в 1884 г. министерству земледелия по горному департаменту. Некоторые воды принадлежат горному ведомству в качестве оброчных статей (анджинские минеральные воды в Бакинской губернии).
Особое внимание правительства привлекли за последнее время 4 группы кавказских вод: пятигорские, железноводские, ессентукские и кисловодские; им дано особое медицинское управление.
Во главе вод поставлен врач — правительственный комиссар, которому предоставлено право созывать особые совещания с участием атамана пятигорского отдела, горного инженера, врачей и местных домовладельцев.
Минеральные воды, состоящие в ведении Горного департамента, дали казне валового дохода в 1893 году — 151 тысяч руб., а воды, состоящие в ведении министерства внутренних дел, — около 23,5 тысяч руб. КМВ принесли доход в 1892 году около 146,5 тысяч. руб.
- Ср. «Исторический Вестник» (1894, 8 кн.);
- М. Милютин, «Бальнеология» (СПб., 1875);
- отчеты горного департамента и государственного контроля;
- Устав Врачебный (том XIII Свода Законов, изд. 1892 г., ст. 335—363).

## Воды для наружного применения

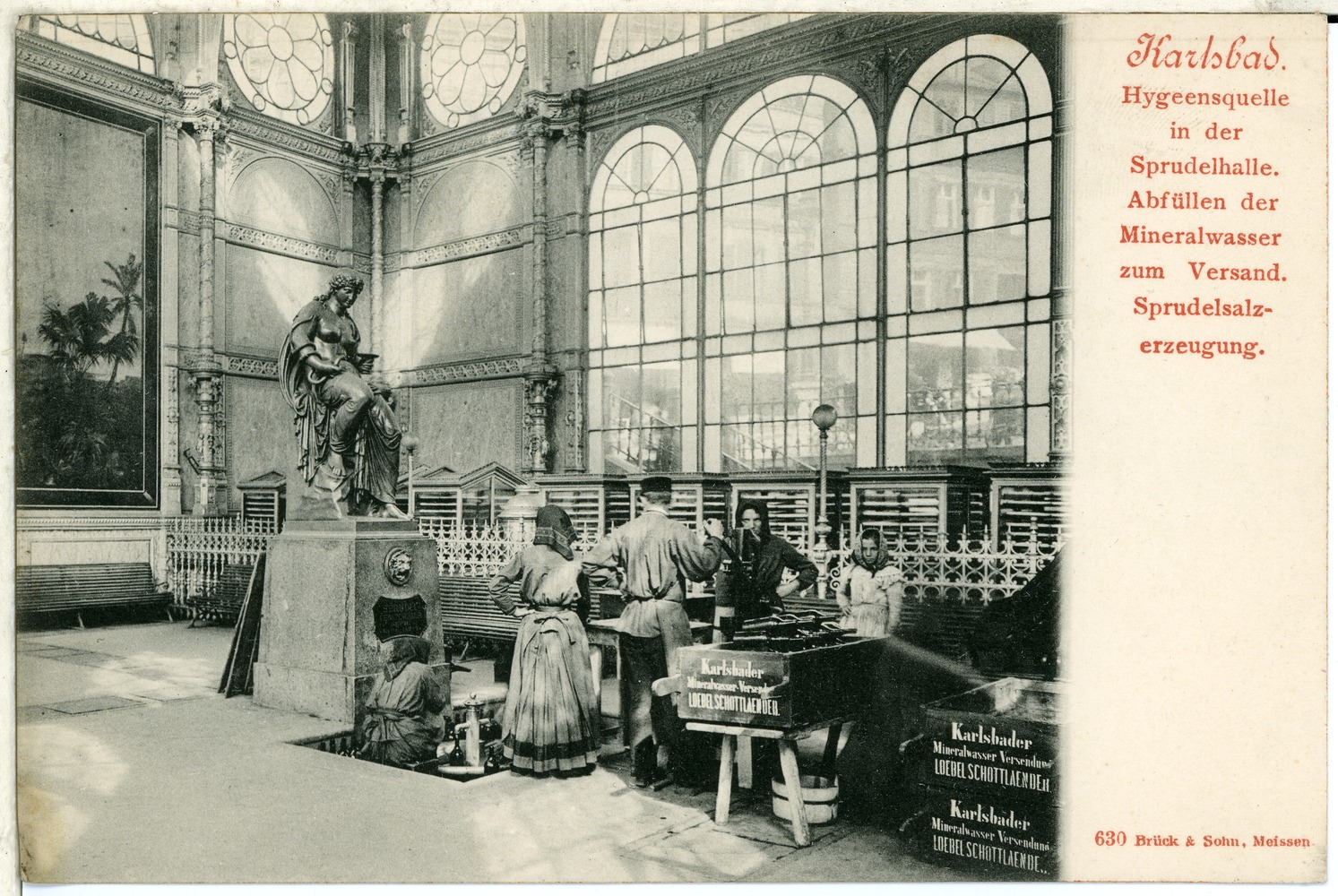
Пьющие нарзан в Карлсбаде в 1898 году

- Сульфидные (сероводородные) воды. Для бальнеотерапии используются сероводородные воды концентрации H2S от 10 до 250 мг/л.
- Углекислые воды. С лечебной целью при наружном применении используются концентрации углекислоты 0,75 — 2,0 г/л.
- Хлоридные натриевые воды. С лечебной целью наружно применяются воды этого класса при концентрациях 10 — 60 г/л.
- Радоновые воды. С лечебной целью используются радоновые воды с концентрацией радона от 5 до 200 нКи/л.
- Йодобромистые воды. Чаще всего йод (5мг/л) и бром (25 мг/л) присутствует в хлоридных натриевых водах.[1]

В зависимости от преобладания йодидов или бромидов эти воды могут быть могут быть йод-бромистыми, бром-йодистыми, бромистыми или йодистыми. В литературе по бальнеологии чаще употребляется термины бромные, йодные, йодобромные и бром-йодные воды. Мы считаем употребление этих терминов ошибочным.
Как уже сказано выше, настоящий прорыв в изучении минеральных вод начался после революционных открытий в химии, которые в основном связывают с именем А. Лавуазье.
Бром открыт в 1825 г. французским химиком А. Ж. Баларом при изучении рассолов средиземноморских соляных промыслов; назван от греч. bromos — зловонный. 
При растворении в воде бром частично реагирует с ней с образованием бромистоводородной кислоты и неустойчивой бромноватистой кислоты. 
Раствор брома в воде, обладающий неприятным запахом, называется бромной водой. В природе бром присутствует главным образом в виде ионов, которые путешествуют вместе с грунтовыми водами.
Бромистые соли натрия, калия, магния встречаются в отложениях хлористых солей, в калийных солях — сильвине и карналлите.
Йод, галоген также как и бром, плохо растворяется в воде, но хорошо растворяется в соляных растворах с образованием йодидов. Благодаря хорошей растворимости в воде бромистые и йодистые соли накапливаются в морской воде, рапе соляных озёр и подземных рассолах.
Кремнистые термальные воды обычно маломинерализованные, щелочные содержат кремниевую кислоту 50 мг/л. Характерной особенностью этих вод является наличие в них газов, главным образом азота.
Мышьяковистые воды очень различаются по своему химическому и газовому составу. Самые известные воды этой группы — углекислые мышьяковистые воды месторождения Чвижепсе, Сочи.

## КурортыЕвропы

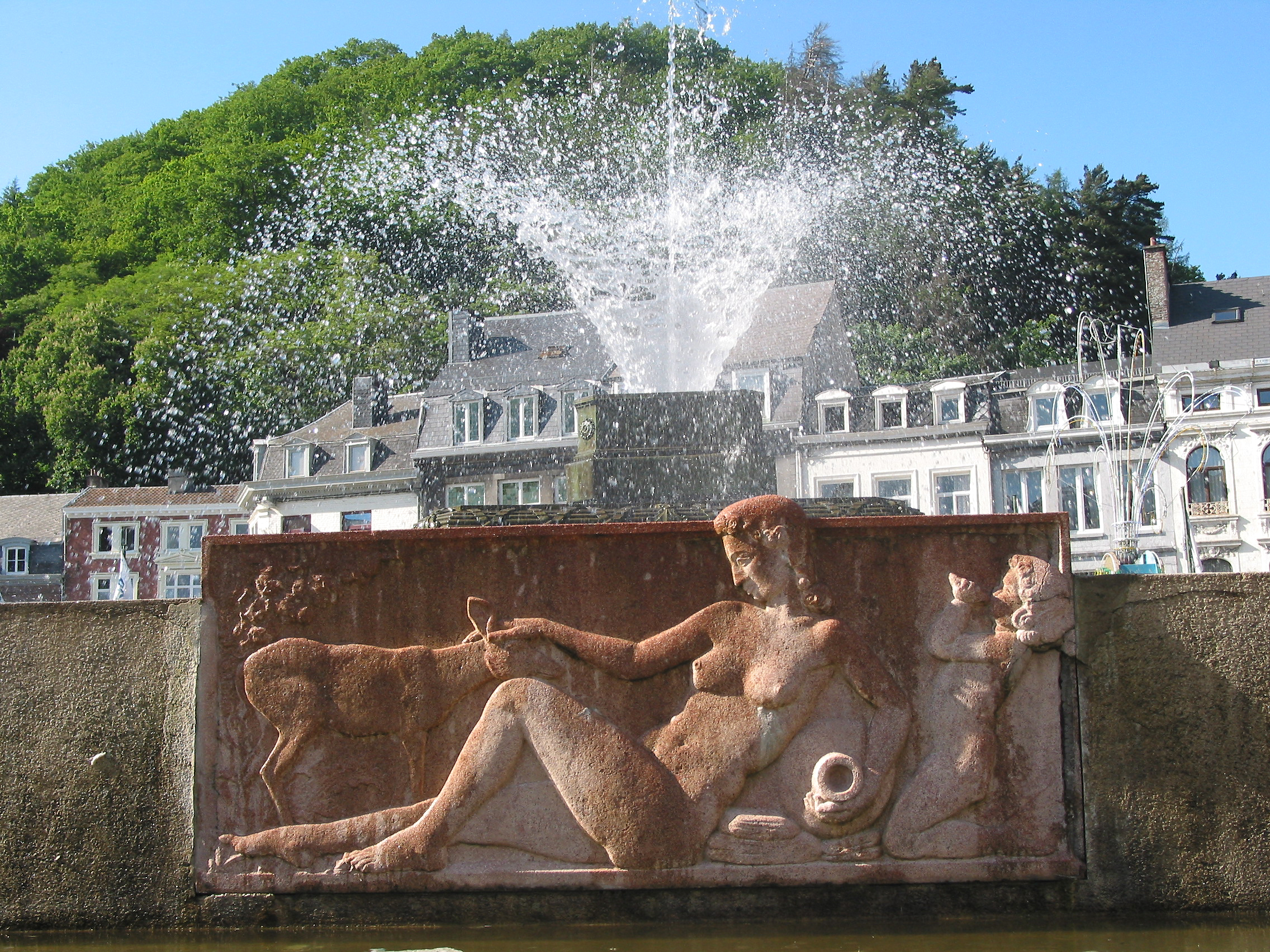
Спа (Бельгия)

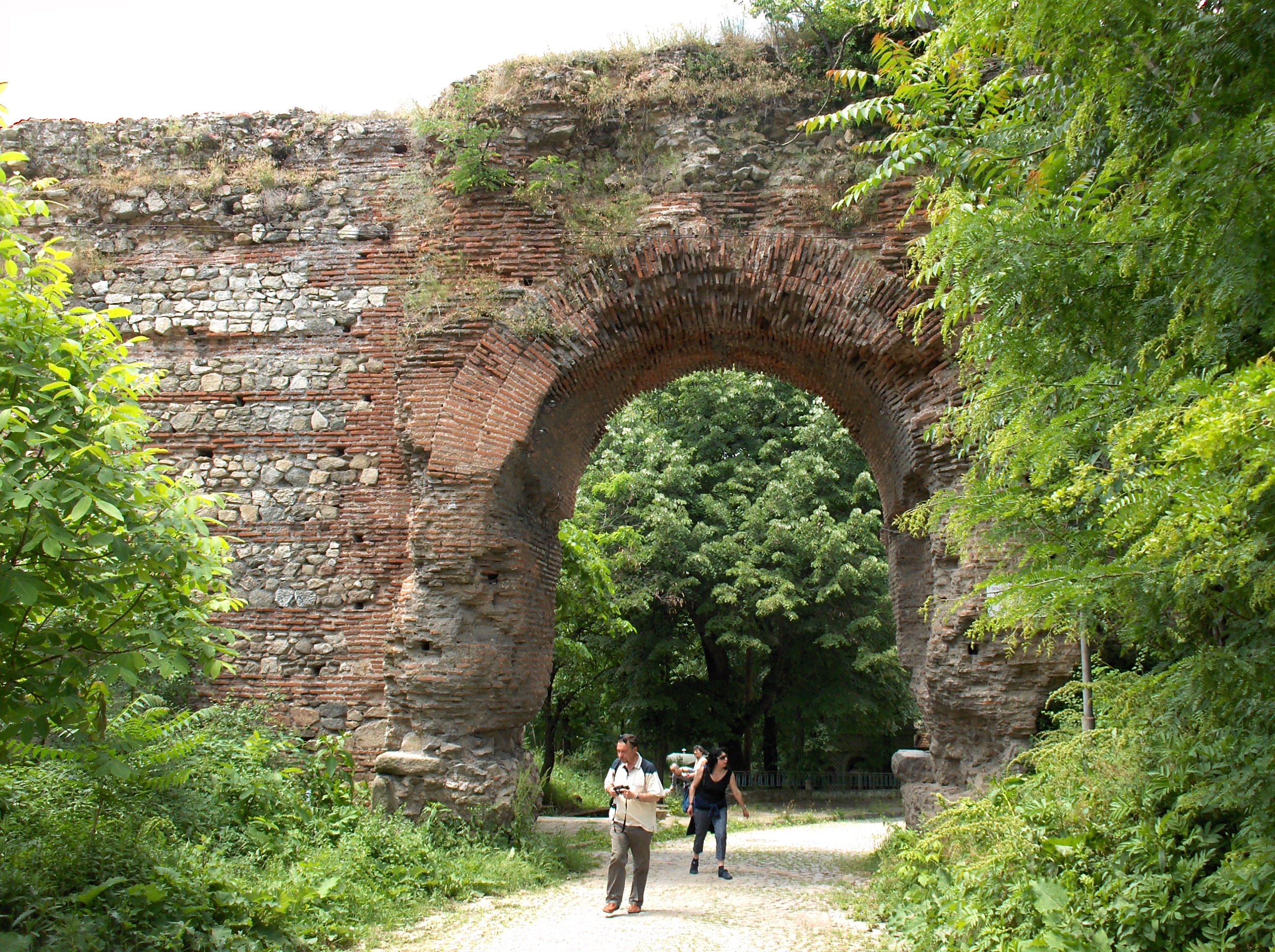
Руины римского курорта Диаклетианополиса (совр. Хисаря, Болгария)

В Европе наиболее известны курорты:
- Бад-Фишау-Брунн (Австрия)
- Боржоми (Грузия)
- Раденци[англ.] (Словения)
- Санкт-Мориц (Швейцария)
- Спа (Бельгия)

### Болгария
- Банкя
- Баня
- Добриниште
- Хисаря
- Кюстендил
- Нареченски-Бани
- Павел-Баня
- Сандански
- Сапарева-Баня
- Выршец
- Велинград

### Великобритания
- Аскерн[англ.]
- Бат
- Бостон-Спа[англ.]
- Бакстон
- Вудхол-Спа[англ.]
- Илкли
- Малверн
- Матлок
- Ройал-Лемингтон-Спа
- Royal Tunbridge Wells
- Скарборо
- Tenbury Wells
- Харрогейт
- Чёрч-Стреттон[англ.]
- Челтенем
- Шэп[англ.]
- Шерсби[англ.]
- Эпсом

### Венгрия

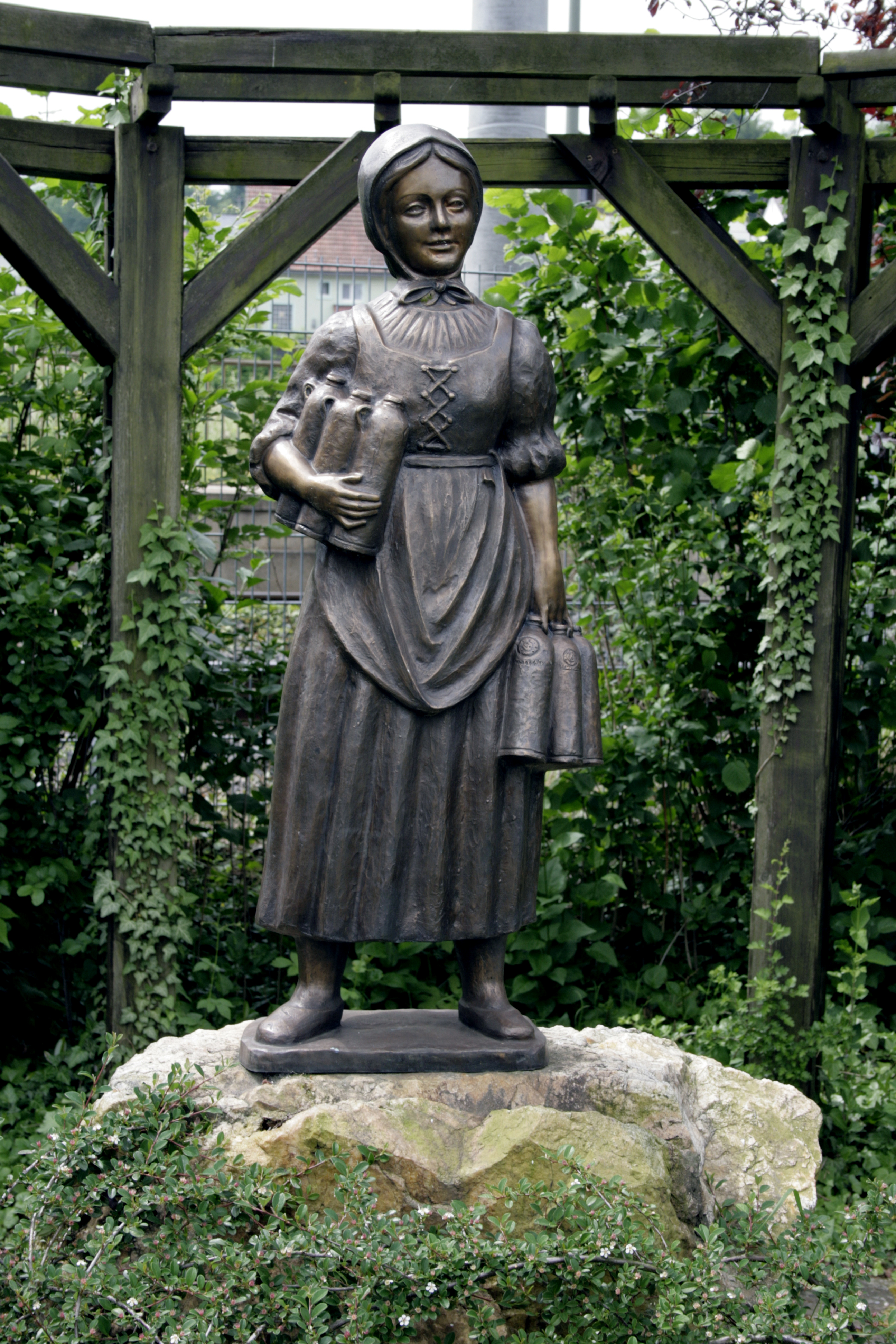
Памятник разливающей нарзан в немецком Нидерзельтерс

- Будапешт
- Хевиз

### Германия
- Баден-Баден (земля Баден-Вюртемберг)
- Бад-Нойенар-Арвайлер (земля Рейнланд-Пфальц)
- Висбаден (земля Гессен)
- Бад-Аббах (земля Бавария)
- Бад-Айблинг (земля Бавария)
- Бад-Александерсбад (земля Бавария)
- Бад-Байерзойен (земля Бавария)
- Бад-Бернекк-им-Фихтельгебирге (земля Бавария)
- Фишен-им-Алльгой (земля Бавария)
- Бад-Хинделанг и de:Bad Oberdorf (земля Бавария)
- Бад-Киссинген (земля Бавария)
- Оберстдорф (земля Бавария)
- Бад-Райхенхалль (земля Бавария)
- Бад-Родах (земля Бавария)
- Бад-Тёльц (земля Бавария)

### Польша
- Крыница-Здруй
- Наленчув

### Украина
- Трускавец
- Моршин
- Миргород
- Свалява
- Поляна
- Сходница
- Великий Любень

### Румыния
- Бэиле-Говора
- Бэиле-Еркулане
- Бэиле-Тушнад
- Бэиле-Феликс[англ.]
- Ватра-Дорней

### Сербия
- Буковичка-Баня
- Врнячка-Баня

### Словакия
- Коритнице-купеле
- Пьештяни
- Тренчьянске-Теплице

### Чешская республика
- Карловы Вары
- Лугачовице
- Марианске-Лазне

### Франция
- Экс-ле-Бен
- Дакс
- Эвьян-ле-Бен
- Терсис-ле-Бен[фр.]
- Виши

## Курорты России
На современной территории России наиболее известна группа бальнеологических курортов Кавказских Минеральных Вод, но курорты этого профиля можно найти от западных границ в Калининградской области до восточных на Камчатке.
- Белокуриха, Алтайский край
- Сольвычегодск, Архангельская область
- Нальчик, Кабардино-Балкарская Республика
- Светлогорск, Калининградская область
- Паратунка, Камчатский край
- Солигалич, Костромская область
- Горячий Ключ, Краснодарский край
- Ейск, Краснодарский край
- Сочи, Краснодарский край (село Чвижепсе)
- Старая Русса, Новгородская область
- Ессентуки, Ставропольский край
- Железноводск, Ставропольский край
- Кисловодск, Ставропольский край
- Пятигорск, Ставропольский край
- Марциальные воды, Республика Карелия